# John Hartshorne

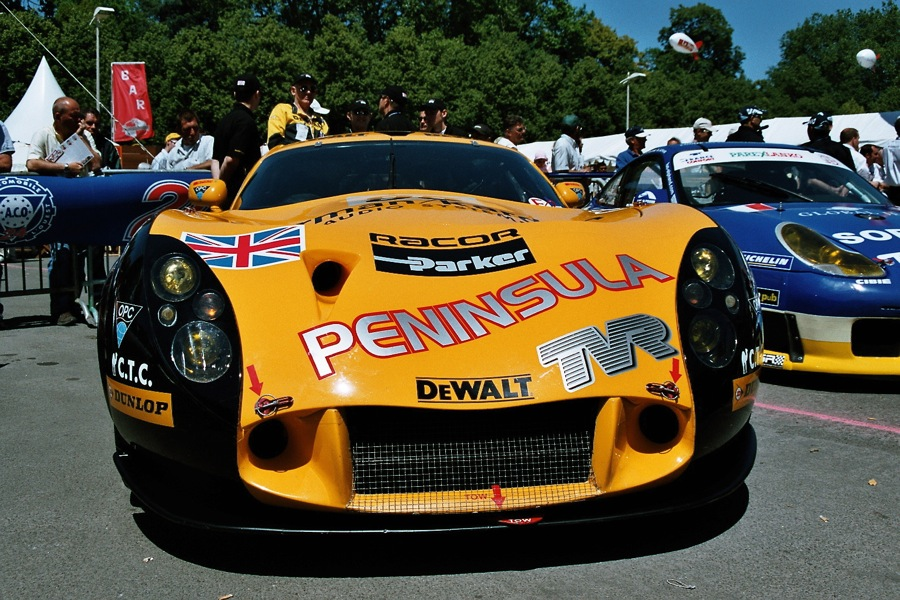
Der TVR Tuscan T400R mit dem John Hartshorne beim 24-Stunden-Rennen von Le Mans 2005 am Start war

John Andrew George Hartshorne (* 18. April 1957 in Weymouth) ist ein britischer Autorennfahrer.

## Karriere als Rennfahrer
John Harsthorne war langjähriger Teilnehmer in der britischen GT-Meisterschaft, ehe er 2004 als Werksfahrer von TVR in den internationalen GT- und Sportwagensport wechselte. Ab 2005 startete er regelmäßig in der Le Mans Series, wo er 2012 im Oreca FLM09 die LMPC-Klassenwertung gewann. Ein weiterer Erfolg in einer Rennserie war der zweite Endrang in der LMP2-Klasse der Asian Le Mans Series 2014. Neben Einsätzen in der 24H Series fuhr er ab 2018 Rennen des Michelin Le Mans Cups.
Zweimal bestritt er das 24-Stunden-Rennen von Le Mans. Sowohl 2005, als auch 2011 konnte er sich nicht klassieren.

## Statistik

### Le-Mans-Ergebnisse
| Jahr | Team                    | Fahrzeug                 | Teamkollege       | Teamkollege   | Platzierung     | Ausfallgrund |
| ---- | ----------------------- | ------------------------ | ----------------- | ------------- | --------------- | ------------ |
| 2005 | Racesport Peninsula TVR | TVR Tuscan T400R         | Richard Stanton   | Piers Johnson | nicht klassiert |              |
| 2011 | Jetalliance Racing      | Lotus Evora GTE          | Oskar Slingerland | Martin Rich   | Ausfall         | Unfall       |
| 2021 | TF Sport                | Aston Martin Vantage AMR | Ollie Hancock     | Ross Gunn     | Rang 35         |              |
| 2024 | Proton Competition      | Ford Mustang GT3         | Christopher Mies  | Ben Tuck      | Rang 31         |              |

### Einzelergebnisse in der FIA-Langstrecken-Weltmeisterschaft
| Saison | Team               | Rennwagen                | 1   | 2   | 3   | 4   | 5   | 6   | 7   | 8   |
| ------ | ------------------ | ------------------------ | --- | --- | --- | --- | --- | --- | --- | --- |
| 2021   | TF Sport           | Aston Martin Vantage AMR | SPA | POR | MON | LEM | BAH | BAH |     |     |
| 2021   | TF Sport           | Aston Martin Vantage AMR | 35  |     |     |     |     |     |     |     |
| 2024   | Proton Competition | Ford Mustang GT3         | KAT | IMO | SPA | LEM | SAO | AUS | FUJ | BAH |
| 2024   | Proton Competition | Ford Mustang GT3         | 31  |     |     |     |     |     |     |     |